# سیتروئن امی (برقی)
سیتروئن امی یک خودروی برقی ۲ سرنشینه است که توسط سیتروئن تولید می‌شود و از سال ۲۰۲۰ تولید می‌شود این وسیله نقلیه توسط آلتران به عنوان یک پروژه کلید در دست ساخته شده‌است.
در سال ۲۰۱۹ این خودرو در قالب یک خودروی مفهومی معرفی شد. نام خودرو از سیتروئن امی گرفته شده‌است که از سال ۱۹۶۱ تا ۱۹۷۸ به بازار عرضه شده‌است.

## معرفی

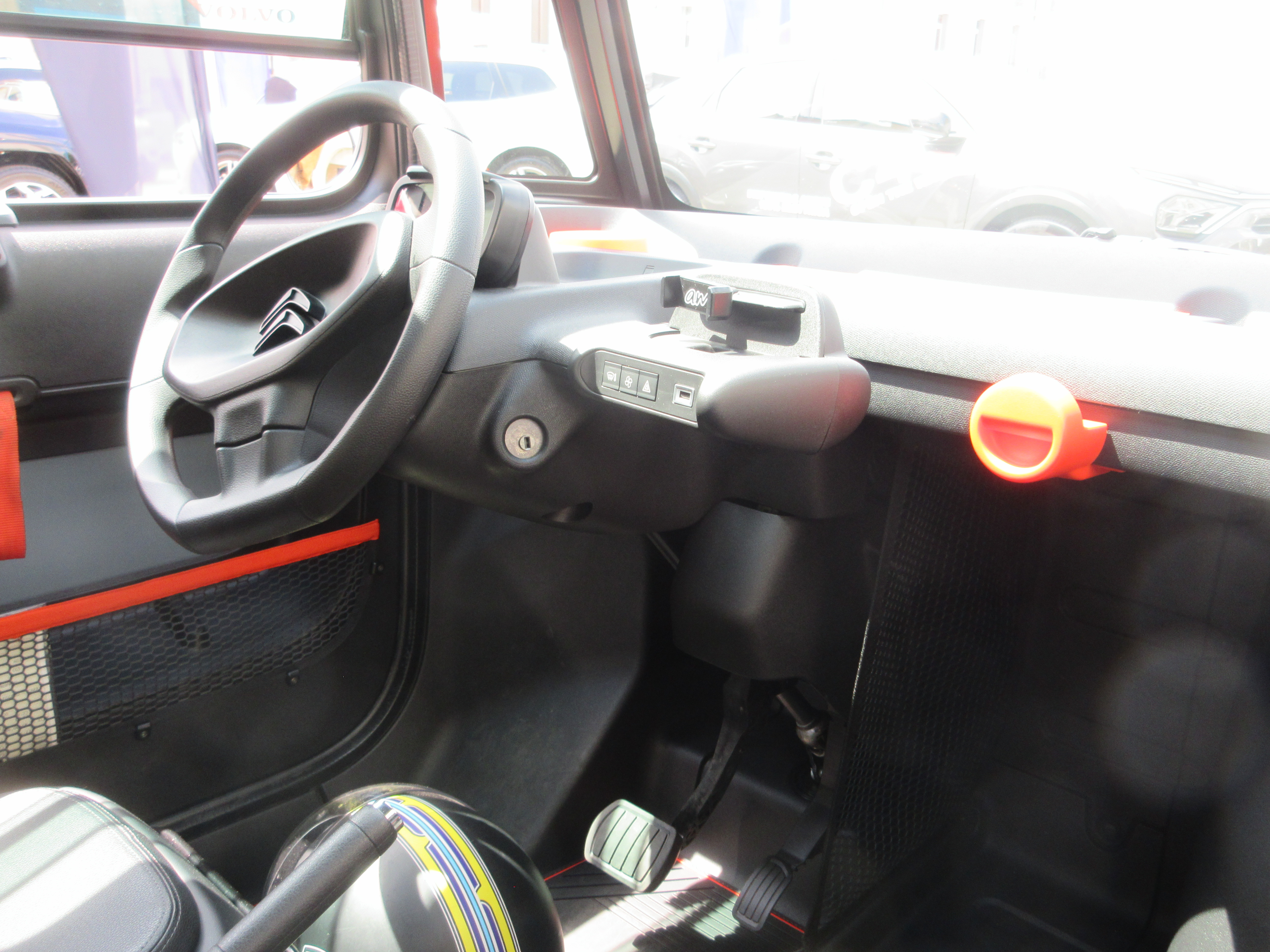
سیتروئن امی

سیتروئن امی در ۲۷ فوریه سال ۲۰۲۰ در پاریس رونمایی شد و از ژوئن سال ۲۰۲۰ با رنگ بدنه منحصر به فرد (آبی خاکستری) به بازار عرضه شد.
این خودرو در رده چهارچرخه‌ها و موتور سبک قرار می‌گیرد. چون این خودرو در رده موتور چهارچرخه‌ها است در فرانسه افراد بدون گواهینامه می‌توانند با آن رانندگی کنند. سرعت این خودرو محدود به ۴۵ کیلومتر در ساعت است.
گروه پی‌اس‌ای یک قابلیت را برای این خودرو فراهم کرده که می‌توان این خودرو را به مدت‌های محدود اجاره کرد از مارس ۲۰۲۰ این وسیله نقلیه را می‌توان در فروشگاه، نمایندگی سیتروئن تحویل گرفت یا در خانه تحویل گرفت.

## مشخصات فنی
طول این خودرو ۲٫۴۱ متر و عرض خودرو ۱٫۳۹ متر (به استثنای آینه‌ها) است. وزن خودرو ۴۵۸ کیلوگرم است.
این خودرو مجهز به یک موتور الکتریکی ۶ کیلوواتی است که با ولتاژ ۴۸ ولت کار می‌کند. همچنین از یک باتری لیتیوم یونی با ظرفیت ۵٫۵ کیلووات ساعت تغذیه می‌کند. حداکثر برد خودرو با یکبار شارژ ۷۵ کیلومتر است.